# Isadelphina
Isadelphina is een geslacht van vlinders van de familie spinneruilen (Erebidae), uit de onderfamilie Calpinae.

## Soorten
- I. albistellata Hampson, 1926
- I. cheilosema Hampson, 1926
- I. griseifascia Gaede, 1940
- I. griseifasciata Gaede, 1940
- I. lacteifascia Hampson, 1926
- I. mariaeclarae Kiriakoff, 1954
- I. retracta (Hampson, 1910)
- I. rufaria Hampson, 1926
- I. vinacea (Hampson, 1902)
- I. xylochroa Hampson, 1926